# Parametri orbitali di Mercurio
Mercurio è il pianeta più interno del sistema solare, con una distanza media dal Sole di 57,91 milioni di km e una distanza minima di 45,9. Si tratta inoltre del più piccolo fra i pianeti interni.
A causa della grande vicinanza al Sole, i suoi periodi di rotazione e rivoluzione sono fortemente sincronizzati: il pianeta ruota su sé stesso in 58,65 giorni terrestri, pari a esattamente 2/3 del periodo di rivoluzione (circa 88 giorni terrestri). Mercurio compie cioè due rivoluzioni attorno al sole ogni tre rotazioni attorno al proprio asse. In questo modo fra due passaggi successivi del Sole nella stessa posizione nel cielo mercuriano intercorrono 176 giorni terrestri.
Un fenomeno particolare relativo a Mercurio è la cosiddetta precessione del perielio, che fa sì che il perielio della sua orbita ruoti progressivamente attorno al Sole nella stessa direzione del pianeta; l'entità dello spostamento supera di 43 secondi d'arco per secolo quella teorizzata dalla meccanica newtoniana e può essere giustificata con discreta approssimazione applicando le correzioni relativistiche, ma è ancora oggetto di indagine.
L'inclinazione di Mercurio rispetto al piano della sua orbita, pari a soli 2°, rende minime le variazioni stagionali di insolazione, rendendo l'equatore particolarmente caldo e le regioni polari sensibilmente fredde in qualsiasi periodo dell'anno, senza differenze apprezzabili fra i due emisferi. Nei crateri polari perennemente al riparo dai raggi del Sole potrebbe essere contenuto del ghiaccio d'acqua.